# Mihara

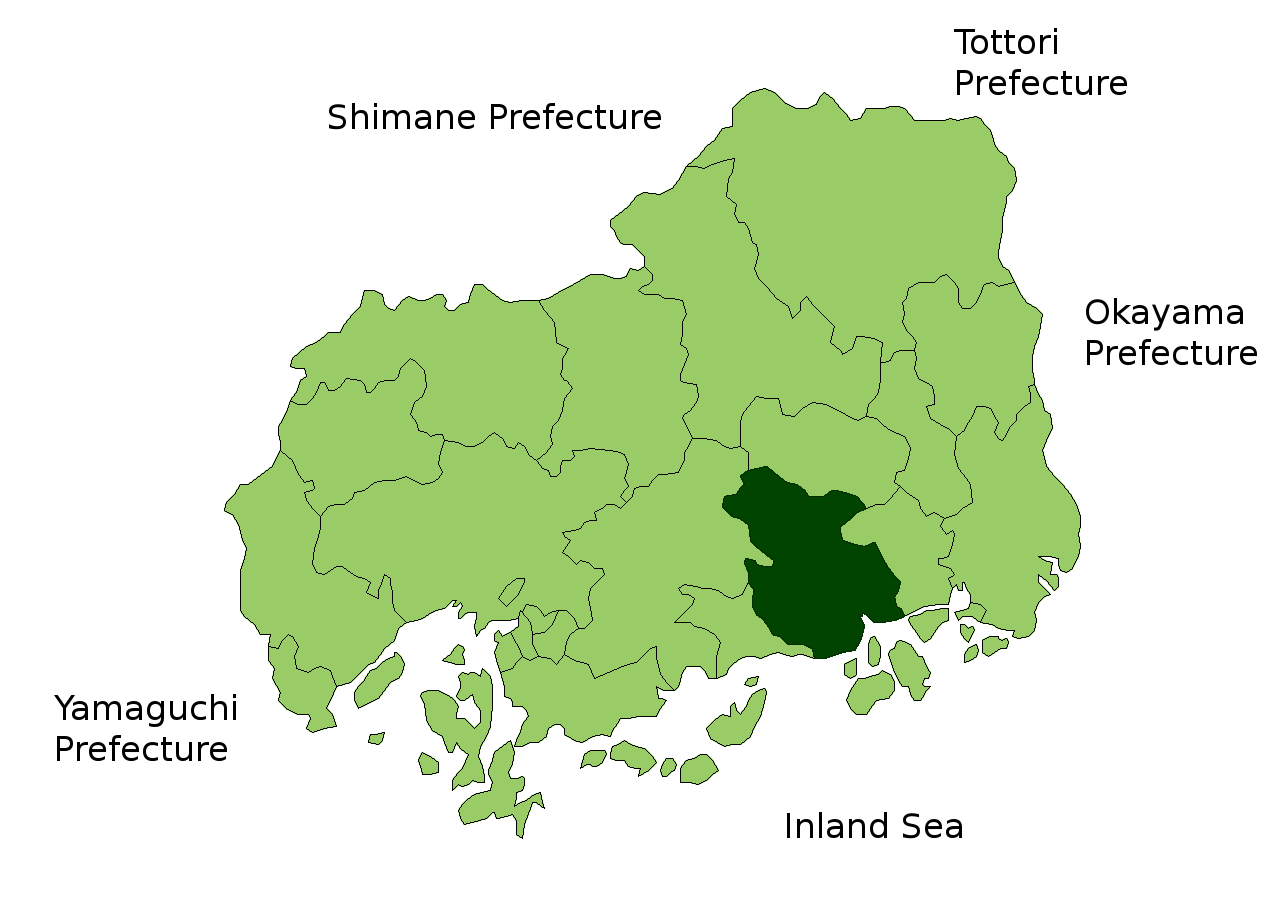

Mihara (三原市 Mihara-shi?) este un municipiu din Japonia, prefectura Hiroshima.